# Prowincja Phitsanulok
Phitsanulok (taj. พิษณุโลก) – jedna z prowincji (changwat) Tajlandii. Sąsiaduje z prowincjami Loei, Phetchabun, Phichit, Kamphaeng Phet, Sukhothai i Uttaradit oraz z Laosem (prowincją Xaignabouli).